# Kedah Open 1967
Die Kedah Open 1967 im Badminton fanden vom 29. bis zum 30. Dezember 1967 in Alor Setar statt.

## Finalergebnisse
| Disziplin             | Sieger                             | Finalist                          | Ergebnis           |
| --------------------- | ---------------------------------- | --------------------------------- | ------------------ |
| Herreneinzel          | Zaibidi Ismail                     | Wong Tat Meng                     | 11-15, 15-11, 15-1 |
| Dameneinzel           | Teoh Siew Yong                     | Rosalind Singha Ang               | 11-2, 11-4         |
| Herrendoppel          | Zaibidi Ismail Mohamed Omar        | Wong Tat Meng Wong Siew Kee       | 15-5, 15-8         |
| Damendoppel           | Teoh Siew Yong Rosalind Singha Ang | Mary Chong Tong Kew               | 15-0, 15-2         |
| Mixed                 | Zaibidi Ismail Teoh Siew Yong      | Lim Chong Tat Rosalind Singha Ang | 15-11, 15-3        |
| Herreneinzel Junioren | Abdul Rahman Mohamed               | Chow Kok Lean                     | 15-2, 15-6         |
| Herrendoppel Junioren | Lim Meng Hooi Yap Kam Seng         | Tam Tai Hock Lim Chooi Keat       | 15-6, 15-8         |